# 작은이빨긴귀박쥐
작은이빨긴귀박쥐(Nyctophilus microdon)는 애기박쥐과에 속하는 박쥐의 일종이다. 파푸아뉴기니에서만 발견된다.

## 특징
작은 박쥐로 몸길이는 41.9~47mm이고 전완장은 38.2~41mm, 꼬리 길이는 41.6~49mm이다. 발 길이는 7.9~10mm, 귀 길이는 20.2~24mm이다. 털은 짧고 무성하다. 등 쪽은 불그스레한 갈색을 띠는 반면에 배 쪽은 연한 갈색빛 회색이다.

## 생태
나무 구멍 속에 혼자 또는 작은 무리를 지어 생활하거나 동굴 속에서 발견된다. 먹이는 곤충이다.

## 분포 및 서식지
파푸아뉴기니 중동부 고산 지대의 7곳에서만 알려져 있다. 해발 1,900m와 2,200m 사이의 중위 고도의 산악 숲에서 서식한다.